# Leonhard Adelt
Leonhard Adelt (* 17. Juni 1881 in Boizenburg/Elbe; † 21. Februar 1945 in Dippoldiswalde) war ein deutscher Buchhändler, Schriftsteller und Journalist.

## Leben
Leonhard Adelt – Sohn des Generalagenten Richard Adelt – verbrachte seine Kindheit und Jugend in Dortmund, wo er von 1890 bis 1898 das Gymnasium besuchte. Während dieser Zeit schrieb er die Schülernovelle Werden (1898), die bei ihrem Erscheinen ein derartiges Aufsehen erregte, dass er seine Lehrstelle als Buchhändler in Kleve aufgeben musste. Seit 1899 arbeitete er in einer Kölner Buchhandlung. Anschließend zog er nach Huckarde bei Dortmund. Er wechselte zum Journalismus; im Jahre 1900 redigierte er den Generalanzeiger in Eberswalde und von 1900 bis 1903 die Neue Stettiner Zeitung. 1903/1904 besuchte er die Universität Berlin. Von 1904 bis 1906 war er Feuilletonredakteur der Wiener Zeit, von 1906 bis 1908 dann der Neuen Hamburger Zeitung.
Seit 1909 lebte Leonhard Adelt als freier Schriftsteller in Überlingen am Bodensee und seit 1911 in Gauting bei München. 1911/1912 war er Flieger in München und Leipzig und lernte den Luftschiffkapitän Ernst A. Lehmann (1886–1937) kennen. Mit dessen Vetter nahm Adelt an der Entstehung und den glücklosen Probefahrten eines halbstarren Stahlluftschiffes 1913 in Düsseldorf teil. Während des Ersten Weltkriegs war er in Österreich Berichterstatter des Berliner Tageblatts. Von 1920 bis 1926 lebte er als Redaktionsvertreter des Berliner Tageblatts und der Neuen Freien Presse (Wien) in München. In mehreren Artikeln unterstützte er Stefan Zweig, mit dem er seit der Jugend befreundet war. 1921/1922 war er Chefredakteur von Deutschland (Zeitschrift für den Aufbau. München) und 1925 der Münchener A.Z. am Abend. Seit 1926 war er Reisekorrespondent.
1935 heiratete er in zweiter Ehe die Journalistin Gertrud Stolte aus Dresden; der Ehe entstammt ein gemeinsamer Sohn (* 1936). Das Ehepaar Gertrud und Leonard Adelt waren überlebende Passagiere der Hindenburg-Katastrophe: Das Luftschiff explodierte bei der Landung in Lakehurst am 6. Mai 1937.
Seit 1939 lebte er in Berlin. Leonhard Adelt starb am 21. Februar 1945 in Dippoldiswalde an Verletzungen, die er beim Luftangriff auf Dresden erlitten hatte.

## Positionen
Leonhard Adelts Skandalnovelle Werden schildert in „durchaus naturalistischer Darstellung unter anderem Begebenheiten eines Dortmunder Gymnasiums“. Vor allem gilt Adelt als Begründer des deutschen Fliegerromans als Genre. In seinem vom expressionistischen Pathos gekennzeichneten Roman Der Flieger (1913) thematisierte er die „Konsequenzen und Veränderungen, die sich aus der Möglichkeit des Fliegens für die Menschheit ergeben, und die Frage, wie folglich der ideale Fliegertypus beschaffen sein müsse.“ Der von ihm herausgegebene Band Mit dem Flugzeug durch die Lüfte (1914) wandte sich an ein jugendliches Publikum und thematisiert u. a. den Einsatz von Flugzeugen als Kriegsinstrumente. Das Vorwort ist von nationalistischen Tönen geprägt. Hohe Auflagen erlebte außerdem der von ihm im selben Jahr herausgegebene Band Der Herr der Luft. Adelt versuchte sich auch als Sachschriftsteller mit Bänden über Ernst A. Lehmann (1937) und den Grafen Zeppelin (1938), sowie als Dramatiker.

## Veröffentlichungen

### Autor
- Werden. Novelle. Pierson, Dresden und Leipzig 1898.
- Der Dritte. Drama in drei Aufzügen. Bloch, Berlin [1899].
- Die Wand. Tragikomödie. Drei Einakter. 1901.
- Der Flieger. Ein Buch aus unsern Tagen. Rütten und Loening, Frankfurt am Main 1913.
- Das eiserne Herz. 5. Auflage. 1914.
- Der Ozeanflug. Novelle. (= Die Zeitbücher. Band 8). Reuß und Itta, Konstanz [1915].
- Der fliegende Mensch. 1914; 1916.
- Studie zu sechs Dichtern. (= Die Zeitbücher. Band 61). Reuß und Itta, Konstanz 1917. (Inhalt: Hille; Dehmel; Liliencron; Wilhelm von Scholz; Grillparzer; Vollmöller).
- Fürst Zubrow. Drama. Meyer und Jessen, München [1921].
- Katastrophen. Vier Novellen. Spitzbogen, Berlin 1922.
- Die Dohle. Komödie in drei Akten. Volksbühnen-Verlags- u. Vertriebs-G.m.b.H., Berlin 1925 (nicht im Handel erschienen).
- Falsche Karten, redlich Spiel. Lustspiel frei nach George Farquhar. Kiesel, Salzburg [1926].
- Villa Robinson. Komödie. 1929.
- Kathrin bleibt jung. Komödie. 1929.
- Mabels Baby. Lustspiel. 1932.
- Zeppelin. Der Mann und die Idee. Mit bisher ungedruckten Briefen des Grafen Zeppelin. (= Menschen und Meisterwerke. Band 1). Metten, Berlin 1938.
- Sturz in den Sieg. Das Wunder der Ju 88. Unter Mitarbeit von Gertrud Adelt-Stolte. Schmidt und Günther, Leipzig [1943].

### Beiträge (Auswahl)
- Kulturbilder aus Alt-Mecklenburg. In: Lieb Heimatland. Lübtheen, Nr. 175.1937, S. 1–2.
- Kulturbilder aus Alt-Mecklenburg. In: Lieb Heimatland. Lübtheen, Nr. 176.1937, S. 1–2.
- Denkmäler aus Mecklenburg. In: Niedersachsen. Delmenhorst, Band 17.1911/12, 11, S. 270–272.
- Karl Hans Strobl: Lemuria. Seltsame Geschichten. (Eingeleitet von Leonhard Adelt. Mit 8 Bildbeigaben von Richard Teschner). (= Galerie der Phantasten. Band 4). G. Müller, München 1917.

### Herausgeber
- Mit dem Flugzeug durch die Lüfte: Luftbilder aus Krieg und Frieden. (= Jungdeutschland. Band 14). Engelmann, Leipzig 1914.
- Der Herr der Luft. Flieger- und Luftfahrergeschichten. Mit 8 Bildern von Heinrich Kley. G. Müller, München/Leipzig 1914. 3. Auflage: (archive.org, darin die Novelle Der Ozeanflug. S. 329–390).
- Lebendiger Stahl. Novellen von Leonhard Adelt, Max Eyth, Norbert Jacques, Jürgen Jürgensen, Rudyard Kipling, Thomas Mann, Heinrich Mayer, Colin Roß, Otto Rung, Herbert George Wells. (= Volksverband der Bücherfreunde, 3. Band der 1. Jahresreihe 1919/20). Wegweiser-Verlag, Berlin 1920.
- Wielandskinder. (= Der Eichenkranz. Band 11). Hamburg-Großborstel, Deutsche Dichter-Gedächtnis-Stiftung [1920].
- Ernst August Lehmann: Auf Luftpatrouille und Weltfahrt. Erlebnisse eines Zeppelinführers in Krieg und Frieden. (= Volksverband der Bücherfreunde, Allgemeine Jahresreihe 17, 4). Wegweiser-Verlag, Berlin 1935. = 1936! Auszug: Zeppelinkriegsfahrten nach England. (= Spannende Geschichten. Heftausgabe N.F. 50). Bertelsmann, Gütersloh [1939].
- Ernst August Lehmann. Der Luftschiffkapitän in Krieg und Frieden. Metten, Berlin [1937].

### Übersetzungen
- Rétif de la Bretonne: Der Großvogel: Roman. 1914.
- Géza Herczeg: Von Sarajewo bis Lodz. Müller, München 1916.
- Charles Dickens: Zwei Städte. (= Volksverband der Bücherfreunde, Sonderauswahlangebot 1). Wegweiser-Verlag, Berlin 1920.
- Charles Dickens: David Copperfield: Roman. Insel, Leipzig [1920].
- Charles Dickens: Weihnachtsgeschichten. (= Volksverband der Bücherfreunde, Auswahlangebot 2). Wegweiser-Verlag, Berlin 1921.
- Charles Dickens: Die Pickwicker: Aus den hinterlassenen Papieren des Pickwick-Clubs. Band 1. (= Volksverband der Bücherfreunde, Sonderreihe 7, 2). Wegweiser-Verlag, Berlin 1922.
- James Fenimore Cooper: Lederstrumpf. Übersetzt und bearbeitet. Illustrationen von Max Slevogt. Volksverband der Bücherfreunde. Wegweiser-Verlag, Berlin [1928].
- James Fenimore Cooper: Lederstrumpf. Fünf Erzählungen. (= Märchen- und Sagenschatz für die Jugend. Band 8). Günther, Leipzig [1935].
- Daniel Defoe: Robinson Crusoes Fahrten und Abenteuer. Vollständige Ausgabe. Übersetzt und bearbeitet. (= Märchen- und Sagenschatz für die Jugend. Band 9). Schmidt und Günther, Leipzig [1936].